# Aeschynomene multicaulis
Aeschynomene multicaulis är en ärtväxtart som beskrevs av Hermann August Theodor Harms. Aeschynomene multicaulis ingår i släktet Aeschynomene och familjen ärtväxter. IUCN kategoriserar arten globalt som livskraftig. Inga underarter finns listade i Catalogue of Life.